# Benin hívójelkörzetei
Benin jelenleg (2024) nincs felosztva hívójelkörzetekre.
Benin számára az ITU a TY hívójelprefixet határozta meg.
| Prefix | Körzet | Hely/jelleg | ITU zóna | CQ zóna | 1 szintű QTH lokátor |
| ------ | ------ | ----------- | -------- | ------- | -------------------- |
| TY     | [0..9] | Benin       | 46       | 35      | JK, JJ               |

## Lajstromjel
Vízi és légi járművek lajstromjelezéséhez a TY prefixet használják.